# كين إيمان
كين إيمان (بالإنجليزية: Ken Iman) هو لاعب كرة قدم أمريكية أمريكي، ولد في 8 فبراير 1939 في سانت لويس في الولايات المتحدة، وتوفي في 13 نوفمبر 2010 في Springfield Township, Delaware County, Pennsylvania ‏ في الولايات المتحدة.

## وصلات خارجية
- كين إيمان على موقع مرجع كرة القدم المحترفة.كوم (الإنجليزية)